# Seydou Gbane
Seydou Gbane (12 de abril de 1992) es un deportista marfileño que compite en taekwondo.
Ganó dos medallas en los Juegos Panafricanos, en los años 2015 y 2019, y siete medallas en el Campeonato Africano de Taekwondo entre los años 2009 y 2021.

## Palmarés internacional
| Juegos Panafricanos | Juegos Panafricanos               | Juegos Panafricanos | Juegos Panafricanos |
| Año                 | Lugar                             | Medalla             | Categoría           |
| ------------------- | --------------------------------- | ------------------- | ------------------- |
| 2015                | Brazzaville (República del Congo) | Medalla de bronce   | –87 kg              |
| 2019                | Rabat (Marruecos)                 | Medalla de oro      | –87 kg              |
| Campeonato Africano |                                   |                     |                     |
| Año                 | Lugar                             | Medalla             | Categoría           |
| 2009                | Yaundé (Camerún)                  | Medalla de plata    | –80 kg              |
| 2010                | Trípoli (Libia)                   | Medalla de bronce   | –87 kg              |
| 2012                | Antananarivo (Madagascar)         | Medalla de oro      | –87 kg              |
| 2014                | Túnez (Túnez)                     | Medalla de oro      | –87 kg              |
| 2016                | Puerto Saíd (Egipto)              | Medalla de plata    | –87 kg              |
| 2018                | Agadir (Marruecos)                | Medalla de oro      | –87 kg              |
| 2021                | Dakar (Senegal)                   | Medalla de bronce   | +87 kg              |